# Tupua
Tupua là một chi nhện trong họ Physoglenidae.

## Các loài
- Tupua bisetosa Platnick, 1990
- Tupua cavernicola Platnick, 1990
- Tupua raveni Platnick, 1990
- Tupua troglodytes Platnick, 1990